# Thành Thân vương
Hòa Thạc Thành Thân vương (chữ Hán: 和硕成親王, tiếng Mãn: ᡥᠣᡧᠣᡳ 
ᠮᡠᡨᡝᡵᡝᠩᡤᡝ 
ᠴᡳᠨ ᠸᠠᠩ, Möllendorff: Hošoi muterengge cin wang) là tước vị Thân vương truyền đời của nhà Thanh trong lịch sử Trung Quốc.

## Khái quát
Thủy tổ của Thành vương phủ là Vĩnh Tinh - Hoàng tử thứ mười một của Thanh Cao Tông Càn Long Đế. Năm Càn Long thứ 54 (1789), Vĩnh Tinh được phong làm Thành Thân vương. Ông từng nhậm Đô thống Mãn Châu Tương Lam kỳ, Lĩnh thị vệ Nội đại thần, Tông Nhân Phủ Tả Tông nhân.

### Ý nghĩa phong hiệu
Phong hiệu ["Thành"] của Vĩnh Tinh, Mãn văn là 「mutengge」, ý là có năng lực, có tài hoa. Xét đến việc Vĩnh Tinh có tài thư pháp lại giỏi hội họa, phong hiệu này xem như chuẩn xác.

### Chi hệ
Khác với các chi hệ hậu duệ khác của Cao Tông nhân khẩu tương đối ít, Thành vương phủ có thể xưng là nhân khẩu thịnh vượng, vì vậy mà rất nhiều hậu duệ quá kế thừa kế các Cận chi Tông thất khác.
Vĩnh Tinh có tất cả bảy con trai, trong đó con trai thứ hai Miên Ý (綿懿) và con trai thứ tư Miên Tư (绵思) lần lượt quá kế hai người con của Cao Tông là Vĩnh Chương và Vĩnh Cơ; con trai thứ năm và thứ sáu chết yểu, vì vậy cuối cùng còn lại chỉ có con trai trưởng Miên Cần, con trai thứ ba Miên Thông (绵聪) và con trai thứ bảy Miên Tấn (綿儐). Cả ba chi hệ này đều kéo dài, trong đó chi hệ của Miên Cần có đông nhân khẩu nhất, đại tông cũng là do chi hệ của Miên Cần thừa kế.

### Địa vị
Vì Thành vương phủ có nhân khẩu thịnh vượng, vẫn luôn là "Kho dự bị" của Cận chi Tông thất. Hai chi hậu duệ của Cao Tông là Tuần Quận vương và phủ Bối lặc Vĩnh Cơ đều do hậu duệ Thành vương phủ thừa kế, thậm chí chi hậu duệ thứ mười hai của Thánh Tổ là Lý vương phủ cũng là hậu duệ của Thành vương phủ kéo dài. Vì vậy đến cuối cùng, đại tông của Thành vương phủ, Lý vương phủ, Tuần vương phủ, Bối lặc Vĩnh Cơ phủ, đều là hậu duệ của Thành Triết Thân vương Vĩnh Tinh. Đây cũng là một trường hợp hiếm thấy của nhà Thanh.

### Kỳ tịch
Khi nhập kỳ, Thành vương phủ được phân vào Hữu dực Cận chi Chính Hồng kỳ đệ nhất tộc, cùng kỳ tịch với Quả vương phủ (hậu duệ Dận Lễ), Bối lặc Vĩnh Cơ phủ, Chung vương phủ (hậu duệ Dịch Hỗ).
1. Thành Triết Thân vương Vĩnh Tinh
1752 - 1789 - 1823
Truy phong: Thành Quận vương Miên Cần
1768 - 1820
Truy phong: Thành Quận vương Dịch Thụ
1786 - 1812
2. Thành Cung Quận vương Tái Duệ
1805 - 1823 - 1859
3. Bối lặc hàm Quận vương Phổ Trang
1830 - 1859 - 1872
4. Bối tử Dục Thu
1858 - 1872 - 1918
5. Phụng ân Trấn quốc công Hằng Yến
1893 - 1922 - ?

### Miên Cần chi hệ
- 1799 - 1820: Bối lặc Miên Cần - con trai trưởng của Vĩnh Tinh, sơ phong Bất nhập Bát phân Phụ quốc công. Năm 1820 tiến Bối lặc, cùng năm truy phong Thành Quận vương.
- 1820 - 1823: Bối lặc Tái Duệ, cháu nội của Miên Cần - con trai trưởng của Dịch Thụ. Năm 1823 tập Thành Quận vương.

#### Dịch Thụ chi hệ
- Truy phong: Bất nhập Bát phân Phụ quốc công Dịch Thụ (奕綬) - con trai trưởng của Miên Cần. Năm 1812 truy phong, năm 1823 truy phong Thành Quận vương.

##### Tái Duệ chi hệ
- 1813 - 1820: Trấn quốc Tướng quân Tái Duệ - con trai trưởng của Dịch Thụ. Năm 1820 tập Bối lặc.

###### Phổ Trang chi hệ
- 1857 - 1859: Tam đẳng Trấn quốc Tướng quân Phổ Trang - con trai trưởng của Tái Duệ. Năm 1859 tập Bối lặc.

###### Phổ Lan chi hệ
- 1857 - 1879: Tam đẳng Trấn quốc Tướng quân Phổ Lan (溥蘭) - con trai thứ tư của Tái Duệ.
- 1879 - ?: Tam đẳng Phụ quốc Tướng quân Dục Cảo (毓杲) - con trai thứ hai của Phổ Trang.

###### Phổ Úy chi hệ
- 1857 - 1901: Tam đẳng Trấn quốc Tướng quân Phổ Úy (溥蔚) - con trai thứ năm của Tái Duệ. Vô tự.

###### Phổ Uẩn chi hệ
- 1857 - 1862: Dĩ cách Trấn quốc Tướng quân Phổ Uẩn (溥蘊) - con trai thứ sáu của Tái Duệ. Năm 1862 bị cách tước.

###### Phổ Bảo chi hệ
- 1868 - 1889: Tam đẳng Trấn quốc Tướng quân Phổ Bảo (溥葆) - con trai thứ mười hai của Tái Duệ.
- 1890 - 1895: Phụ quốc Tước quân Dục Chấn (毓振) - con trai trưởng của Phổ Bảo. Vô tự.

###### Phổ Cúc chi hệ
- 1872 - 1884: Tam đẳng Phụng quốc Tướng quân Phổ Cúc (溥菊) - con trai thứ mười ba của Tái Duệ.

###### Phổ Hành chi hệ
- 1872 - 1901: Tam đẳng Phụng quốc Tướng quân Phổ Hành (溥蘅) - con trai thứ mười bốn của Tái Duệ.
- 1902 - ?: Phụng ân Tướng quân Dục Phát (毓樸) - con trai trưởng của Phổ Hành.

#### Dịch Nhu chi hệ
- 1829 - 1845: Nhất đẳng Phụ quốc Tướng quân Dịch Nhu (奕繻) - con trai thứ tám của Miên Cần.

#### Dịch Xước chi hệ
- 1838 - 1863: Phụng ân Tướng quân Dịch Xước (奕綽) - con trai thứ chín của Miên Cần.

#### Dịch Phất chi hệ
- 1844 - 1854: Nhất đẳng Phụ quốc Tướng quân Dịch Phất (奕綍) - con trai thứ mười một của Miên Cần.
- 1854 - 1906: Phụng quốc Tướng quân Tái Đĩnh (載碠) - con trai trưởng của Dịch Phất.

##### Tái Anh chi hệ
- 1868 - 1894: Tam đẳng Phụng quốc Tướng quân Tái Anh (載碤) - con trai thứ hai của Dịch Phất. Vô tự.

##### Tái An chi hệ
- 1868 - 1900: Tam đẳng Phụng quốc Tướng quân Tái An - con trai thứ tư của Dịch Phất.
- 1902 - ?: Phụng ân Tướng quân Phổ Kính (溥敬) - con trai trưởng của Tái An.

##### Tái Lâm chi hệ
- 1872 - 1898: Tam đẳng Phụng quốc Tướng quân Tái Lâm (載碄) - con trai thứ tư của Dịch Phất.

### Miên Thông chi hệ
- 1799 - 1828: Bất nhập Bát phân Phụ quốc công Miên Thông (綿聰) - con trai thứ ba của Vĩnh Tinh. Sơ phong Phụ quốc Tướng quân, năm 1823 tiến Trấn quốc Tướng quân, năm 1828 truy phong Bất nhập Bát phân Phụ quốc công.
- 1828 - 1886: Tam đẳng Phụ quốc Tướng quân Dịch Tú (奕繡) - con trai thứ hai của Miên Thông.

### Miên Tấn chi hệ
- 1821 - 1841: Trấn quốc công Miên Tấn (綿儐) - con trai thứ bảy của Vĩnh Tinh.
- 1841 - 1897: Nhị đẳng Phụ quốc Tướng quân Dịch Chú (奕𩆩) - con trai thứ hai của Miên Tấn.

#### Tái Sơn chi hệ
- 1874 - 1909: Tam đẳng Phụng quốc Tướng quân Tái Sơn (載山) - con trai trưởng của Dịch Chú.
- 1910 - ?: Phụng ân Tướng quân Phổ Chính (溥正) - con trai trưởng của Tái Sơn.

#### Tái Tuấn chi hệ
- 1878 - 1899: Tam đẳng Phụng quốc Tướng quân Tái Tuấn (載峻) - con trai thứ năm của Dịch Chú. Vô tự.

#### Tái Côn chi hệ
- 1903 - 1906: Tam đẳng Phụng quốc Tướng quân Tái Côn (載崐) - con trai thứ sáu của Dịch Chú.
- 1907 - ?: Phụng ân Tướng quân Phổ Bách (溥栢) - con trai trưởng của Tái Côn.

#### Tái Lĩnh chi hệ
- 1893 - ?: Tam đẳng Phụng quốc Tướng quân Tái Lĩnh (載岭) - con trai thứ tám của Dịch Chú.

#### Tái Dung chi hệ
- 1903 - ?: Tam đẳng Phụng quốc Tướng quân Tái Dung (載㟾) - con trai thứ chín của Dịch Chú.

#### Tái Nhạc chi hệ
- 1906 - ?: Tam đẳng Phụng quốc Tướng quân Tái Nhạc (載岳) - con trai thứ mười một của Dịch Chú.

## Phả hệ Thành Thân vương
|                                                         |                                                         |                                                         |                                                         |                                                         |                                                         |  |  |                                                                     |                                                                     |                                                                     |                                                                     |                                                                     |                                                                     |  |  |                                                       |                                                       |                                                       |                                                       | Quá kế                                                |                                                       |  |  |                                                       |                                                       |                                                       |                                                       |                                                       |                                                       |  |  |                             |                             |                             |                             |                             |                             |  |  |                                                    |                                                    |                                                    |                                                    |                                                    |                                                    |  |  |                                                     |                                                     |                                                     |                                                     |                                                     |                                                     |  |  |                                                       |                                                       |                                                       |                                                       |                                                       |                                                       |  |  |  |  |  |  |  |  |  |  |  |  |  |  |  |  |  |  |  |  |  |  |  |  |  |  |  |  |  |  |  |  |  |  |  |  |  |  |  |  |  |  |  |  |  |  |  |  |
| Thành Triết Thân vương Vĩnh Tinh 1752 - 1789 - 1823     |                                                         |                                                         |                                                         |                                                         |                                                         |  |  |                                                                     |                                                                     |                                                                     |                                                                     |                                                                     |                                                                     |  |  |                                                       |                                                       |                                                       |                                                       |                                                       |                                                       |  |  |                                                       |                                                       |                                                       |                                                       |                                                       |                                                       |  |  |                             |                             |                             |                             |                             |                             |  |  |                                                    |                                                    |                                                    |                                                    |                                                    |                                                    |  |  |                                                     |                                                     |                                                     |                                                     |                                                     |                                                     |  |  |                                                       |                                                       |                                                       |                                                       |                                                       |                                                       |  |  |  |  |  |  |  |  |  |  |  |  |  |  |  |  |  |  |  |  |  |  |  |  |  |  |  |  |  |  |  |  |  |  |  |  |  |  |  |  |  |  |  |  |  |  |  |  |
|                                                         |                                                         |                                                         |                                                         |                                                         |                                                         |  |  |                                                                     |                                                                     |                                                                     |                                                                     |                                                                     |                                                                     |  |  |                                                       |                                                       |                                                       |                                                       |                                                       |                                                       |  |  |                                                       |                                                       |                                                       |                                                       |                                                       |                                                       |  |  |                             |                             |                             |                             |                             |                             |  |  |                                                    |                                                    |                                                    |                                                    |                                                    |                                                    |  |  |                                                     |                                                     |                                                     |                                                     |                                                     |                                                     |  |  |                                                       |                                                       |                                                       |                                                       |                                                       |                                                       |  |  |  |  |  |  |  |  |  |  |  |  |  |  |  |  |  |  |  |  |  |  |  |  |  |  |  |  |  |  |  |  |  |  |  |  |  |  |  |  |  |  |  |  |  |  |  |  |
|                                                         |                                                         |                                                         |                                                         |                                                         |                                                         |  |  |                                                                     |                                                                     |                                                                     |                                                                     |                                                                     |                                                                     |  |  |                                                       |                                                       |                                                       |                                                       |                                                       |                                                       |  |  |                                                       |                                                       |                                                       |                                                       |                                                       |                                                       |  |  |                             |                             |                             |                             |                             |                             |  |  |                                                    |                                                    |                                                    |                                                    |                                                    |                                                    |  |  |                                                     |                                                     |                                                     |                                                     |                                                     |                                                     |  |  |                                                       |                                                       |                                                       |                                                       |                                                       |                                                       |  |  |  |  |  |  |  |  |  |  |  |  |  |  |  |  |  |  |  |  |  |  |  |  |  |  |  |  |  |  |  |  |  |  |  |  |  |  |  |  |  |  |  |  |  |  |  |  |
| Truy phong Thành Quận vương Miên Cần 1768 - 1820        | Truy phong Thành Quận vương Miên Cần 1768 - 1820        | Truy phong Thành Quận vương Miên Cần 1768 - 1820        | Truy phong Thành Quận vương Miên Cần 1768 - 1820        | Truy phong Thành Quận vương Miên Cần 1768 - 1820        | Truy phong Thành Quận vương Miên Cần 1768 - 1820        |  |  | Bất nhập bát phân Phụ quốc công Miên Thông (綿聰) Miên Thông chi hệ | Bất nhập bát phân Phụ quốc công Miên Thông (綿聰) Miên Thông chi hệ | Bất nhập bát phân Phụ quốc công Miên Thông (綿聰) Miên Thông chi hệ | Bất nhập bát phân Phụ quốc công Miên Thông (綿聰) Miên Thông chi hệ | Bất nhập bát phân Phụ quốc công Miên Thông (綿聰) Miên Thông chi hệ | Bất nhập bát phân Phụ quốc công Miên Thông (綿聰) Miên Thông chi hệ |  |  | Trấn quốc Tướng quân Miên Tấn (綿傧) Miên Tấn chi hệ  | Trấn quốc Tướng quân Miên Tấn (綿傧) Miên Tấn chi hệ  | Trấn quốc Tướng quân Miên Tấn (綿傧) Miên Tấn chi hệ  | Trấn quốc Tướng quân Miên Tấn (綿傧) Miên Tấn chi hệ  | Trấn quốc Tướng quân Miên Tấn (綿傧) Miên Tấn chi hệ  | Trấn quốc Tướng quân Miên Tấn (綿傧) Miên Tấn chi hệ  |  |  |                                                       |                                                       |                                                       |                                                       |                                                       |                                                       |  |  |                             |                             |                             |                             |                             |                             |  |  |                                                    |                                                    |                                                    |                                                    |                                                    |                                                    |  |  |                                                     |                                                     |                                                     |                                                     |                                                     |                                                     |  |  |                                                       |                                                       |                                                       |                                                       |                                                       |                                                       |  |  |  |  |  |  |  |  |  |  |  |  |  |  |  |  |  |  |  |  |  |  |  |  |  |  |  |  |  |  |  |  |  |  |  |  |  |  |  |  |  |  |  |  |  |  |  |  |
| Truy phong Thành Quận vương Miên Cần 1768 - 1820        | Truy phong Thành Quận vương Miên Cần 1768 - 1820        | Truy phong Thành Quận vương Miên Cần 1768 - 1820        | Truy phong Thành Quận vương Miên Cần 1768 - 1820        | Truy phong Thành Quận vương Miên Cần 1768 - 1820        | Truy phong Thành Quận vương Miên Cần 1768 - 1820        |  |  | Bất nhập bát phân Phụ quốc công Miên Thông (綿聰) Miên Thông chi hệ | Bất nhập bát phân Phụ quốc công Miên Thông (綿聰) Miên Thông chi hệ | Bất nhập bát phân Phụ quốc công Miên Thông (綿聰) Miên Thông chi hệ | Bất nhập bát phân Phụ quốc công Miên Thông (綿聰) Miên Thông chi hệ | Bất nhập bát phân Phụ quốc công Miên Thông (綿聰) Miên Thông chi hệ | Bất nhập bát phân Phụ quốc công Miên Thông (綿聰) Miên Thông chi hệ |  |  | Trấn quốc Tướng quân Miên Tấn (綿傧) Miên Tấn chi hệ  | Trấn quốc Tướng quân Miên Tấn (綿傧) Miên Tấn chi hệ  | Trấn quốc Tướng quân Miên Tấn (綿傧) Miên Tấn chi hệ  | Trấn quốc Tướng quân Miên Tấn (綿傧) Miên Tấn chi hệ  | Trấn quốc Tướng quân Miên Tấn (綿傧) Miên Tấn chi hệ  | Trấn quốc Tướng quân Miên Tấn (綿傧) Miên Tấn chi hệ  |  |  |                                                       |                                                       |                                                       |                                                       |                                                       |                                                       |  |  |                             |                             |                             |                             |                             |                             |  |  |                                                    |                                                    |                                                    |                                                    |                                                    |                                                    |  |  |                                                     |                                                     |                                                     |                                                     |                                                     |                                                     |  |  |                                                       |                                                       |                                                       |                                                       |                                                       |                                                       |  |  |  |  |  |  |  |  |  |  |  |  |  |  |  |  |  |  |  |  |  |  |  |  |  |  |  |  |  |  |  |  |  |  |  |  |  |  |  |  |  |  |  |  |  |  |  |  |
|                                                         |                                                         |                                                         |                                                         |                                                         |                                                         |  |  |                                                                     |                                                                     |                                                                     |                                                                     |                                                                     |                                                                     |  |  |                                                       |                                                       |                                                       |                                                       |                                                       |                                                       |  |  |                                                       |                                                       |                                                       |                                                       |                                                       |                                                       |  |  |                             |                             |                             |                             |                             |                             |  |  |                                                    |                                                    |                                                    |                                                    |                                                    |                                                    |  |  |                                                     |                                                     |                                                     |                                                     |                                                     |                                                     |  |  |                                                       |                                                       |                                                       |                                                       |                                                       |                                                       |  |  |  |  |  |  |  |  |  |  |  |  |  |  |  |  |  |  |  |  |  |  |  |  |  |  |  |  |  |  |  |  |  |  |  |  |  |  |  |  |  |  |  |  |  |  |  |  |
| Truy phong Thành Quận vương Dịch Thụ (奕綬) 1786 - 1812 | Truy phong Thành Quận vương Dịch Thụ (奕綬) 1786 - 1812 | Truy phong Thành Quận vương Dịch Thụ (奕綬) 1786 - 1812 | Truy phong Thành Quận vương Dịch Thụ (奕綬) 1786 - 1812 | Truy phong Thành Quận vương Dịch Thụ (奕綬) 1786 - 1812 | Truy phong Thành Quận vương Dịch Thụ (奕綬) 1786 - 1812 |  |  | Phụ quốc Tướng quân Dịch Nhu (奕繻) Dịch Nhu chi hệ                 | Phụ quốc Tướng quân Dịch Nhu (奕繻) Dịch Nhu chi hệ                 | Phụ quốc Tướng quân Dịch Nhu (奕繻) Dịch Nhu chi hệ                 | Phụ quốc Tướng quân Dịch Nhu (奕繻) Dịch Nhu chi hệ                 | Phụ quốc Tướng quân Dịch Nhu (奕繻) Dịch Nhu chi hệ                 | Phụ quốc Tướng quân Dịch Nhu (奕繻) Dịch Nhu chi hệ                 |  |  | Phụng ân Tướng quân Dịch Xước (奕綽) Dịch Xước chi hệ | Phụng ân Tướng quân Dịch Xước (奕綽) Dịch Xước chi hệ | Phụng ân Tướng quân Dịch Xước (奕綽) Dịch Xước chi hệ | Phụng ân Tướng quân Dịch Xước (奕綽) Dịch Xước chi hệ | Phụng ân Tướng quân Dịch Xước (奕綽) Dịch Xước chi hệ | Phụng ân Tướng quân Dịch Xước (奕綽) Dịch Xước chi hệ |  |  | Phụ quốc Tướng quân Dịch Phất (奕綍) Dịch Phất chi hệ | Phụ quốc Tướng quân Dịch Phất (奕綍) Dịch Phất chi hệ | Phụ quốc Tướng quân Dịch Phất (奕綍) Dịch Phất chi hệ | Phụ quốc Tướng quân Dịch Phất (奕綍) Dịch Phất chi hệ | Phụ quốc Tướng quân Dịch Phất (奕綍) Dịch Phất chi hệ | Phụ quốc Tướng quân Dịch Phất (奕綍) Dịch Phất chi hệ |  |  |                             |                             |                             |                             |                             |                             |  |  |                                                    |                                                    |                                                    |                                                    |                                                    |                                                    |  |  |                                                     |                                                     |                                                     |                                                     |                                                     |                                                     |  |  |                                                       |                                                       |                                                       |                                                       |                                                       |                                                       |  |  |  |  |  |  |  |  |  |  |  |  |  |  |  |  |  |  |  |  |  |  |  |  |  |  |  |  |  |  |  |  |  |  |  |  |  |  |  |  |  |  |  |  |  |  |  |  |
| Truy phong Thành Quận vương Dịch Thụ (奕綬) 1786 - 1812 | Truy phong Thành Quận vương Dịch Thụ (奕綬) 1786 - 1812 | Truy phong Thành Quận vương Dịch Thụ (奕綬) 1786 - 1812 | Truy phong Thành Quận vương Dịch Thụ (奕綬) 1786 - 1812 | Truy phong Thành Quận vương Dịch Thụ (奕綬) 1786 - 1812 | Truy phong Thành Quận vương Dịch Thụ (奕綬) 1786 - 1812 |  |  | Phụ quốc Tướng quân Dịch Nhu (奕繻) Dịch Nhu chi hệ                 | Phụ quốc Tướng quân Dịch Nhu (奕繻) Dịch Nhu chi hệ                 | Phụ quốc Tướng quân Dịch Nhu (奕繻) Dịch Nhu chi hệ                 | Phụ quốc Tướng quân Dịch Nhu (奕繻) Dịch Nhu chi hệ                 | Phụ quốc Tướng quân Dịch Nhu (奕繻) Dịch Nhu chi hệ                 | Phụ quốc Tướng quân Dịch Nhu (奕繻) Dịch Nhu chi hệ                 |  |  | Phụng ân Tướng quân Dịch Xước (奕綽) Dịch Xước chi hệ | Phụng ân Tướng quân Dịch Xước (奕綽) Dịch Xước chi hệ | Phụng ân Tướng quân Dịch Xước (奕綽) Dịch Xước chi hệ | Phụng ân Tướng quân Dịch Xước (奕綽) Dịch Xước chi hệ | Phụng ân Tướng quân Dịch Xước (奕綽) Dịch Xước chi hệ | Phụng ân Tướng quân Dịch Xước (奕綽) Dịch Xước chi hệ |  |  | Phụ quốc Tướng quân Dịch Phất (奕綍) Dịch Phất chi hệ | Phụ quốc Tướng quân Dịch Phất (奕綍) Dịch Phất chi hệ | Phụ quốc Tướng quân Dịch Phất (奕綍) Dịch Phất chi hệ | Phụ quốc Tướng quân Dịch Phất (奕綍) Dịch Phất chi hệ | Phụ quốc Tướng quân Dịch Phất (奕綍) Dịch Phất chi hệ | Phụ quốc Tướng quân Dịch Phất (奕綍) Dịch Phất chi hệ |  |  |                             |                             |                             |                             |                             |                             |  |  |                                                    |                                                    |                                                    |                                                    |                                                    |                                                    |  |  |                                                     |                                                     |                                                     |                                                     |                                                     |                                                     |  |  |                                                       |                                                       |                                                       |                                                       |                                                       |                                                       |  |  |  |  |  |  |  |  |  |  |  |  |  |  |  |  |  |  |  |  |  |  |  |  |  |  |  |  |  |  |  |  |  |  |  |  |  |  |  |  |  |  |  |  |  |  |  |  |
| Thành Cung Quận vương Tái Duệ 1805 - 1823 - 1859        |                                                         |                                                         |                                                         |                                                         |                                                         |  |  |                                                                     |                                                                     |                                                                     |                                                                     |                                                                     |                                                                     |  |  |                                                       |                                                       |                                                       |                                                       |                                                       |                                                       |  |  |                                                       |                                                       |                                                       |                                                       |                                                       |                                                       |  |  |                             |                             |                             |                             |                             |                             |  |  |                                                    |                                                    |                                                    |                                                    |                                                    |                                                    |  |  |                                                     |                                                     |                                                     |                                                     |                                                     |                                                     |  |  |                                                       |                                                       |                                                       |                                                       |                                                       |                                                       |  |  |  |  |  |  |  |  |  |  |  |  |  |  |  |  |  |  |  |  |  |  |  |  |  |  |  |  |  |  |  |  |  |  |  |  |  |  |  |  |  |  |  |  |  |  |  |  |
|                                                         |                                                         |                                                         |                                                         |                                                         |                                                         |  |  |                                                                     |                                                                     |                                                                     |                                                                     |                                                                     |                                                                     |  |  |                                                       |                                                       |                                                       |                                                       |                                                       |                                                       |  |  |                                                       |                                                       |                                                       |                                                       |                                                       |                                                       |  |  |                             |                             |                             |                             |                             |                             |  |  |                                                    |                                                    |                                                    |                                                    |                                                    |                                                    |  |  |                                                     |                                                     |                                                     |                                                     |                                                     |                                                     |  |  |                                                       |                                                       |                                                       |                                                       |                                                       |                                                       |  |  |  |  |  |  |  |  |  |  |  |  |  |  |  |  |  |  |  |  |  |  |  |  |  |  |  |  |  |  |  |  |  |  |  |  |  |  |  |  |  |  |  |  |  |  |  |  |
|                                                         |                                                         |                                                         |                                                         |                                                         |                                                         |  |  |                                                                     |                                                                     |                                                                     |                                                                     |                                                                     |                                                                     |  |  |                                                       |                                                       |                                                       |                                                       |                                                       |                                                       |  |  |                                                       |                                                       |                                                       |                                                       |                                                       |                                                       |  |  |                             |                             |                             |                             |                             |                             |  |  |                                                    |                                                    |                                                    |                                                    |                                                    |                                                    |  |  |                                                     |                                                     |                                                     |                                                     |                                                     |                                                     |  |  |                                                       |                                                       |                                                       |                                                       |                                                       |                                                       |  |  |  |  |  |  |  |  |  |  |  |  |  |  |  |  |  |  |  |  |  |  |  |  |  |  |  |  |  |  |  |  |  |  |  |  |  |  |  |  |  |  |  |  |  |  |  |  |
| Bối lặc (hàm Quận vương) Phổ Trang 1830 - 1859 - 1872   | Bối lặc (hàm Quận vương) Phổ Trang 1830 - 1859 - 1872   | Bối lặc (hàm Quận vương) Phổ Trang 1830 - 1859 - 1872   | Bối lặc (hàm Quận vương) Phổ Trang 1830 - 1859 - 1872   | Bối lặc (hàm Quận vương) Phổ Trang 1830 - 1859 - 1872   | Bối lặc (hàm Quận vương) Phổ Trang 1830 - 1859 - 1872   |  |  | Trấn quốc Tướng quân Phổ Lan (溥蘭) Phổ Lan chi hệ                  | Trấn quốc Tướng quân Phổ Lan (溥蘭) Phổ Lan chi hệ                  | Trấn quốc Tướng quân Phổ Lan (溥蘭) Phổ Lan chi hệ                  | Trấn quốc Tướng quân Phổ Lan (溥蘭) Phổ Lan chi hệ                  | Trấn quốc Tướng quân Phổ Lan (溥蘭) Phổ Lan chi hệ                  | Trấn quốc Tướng quân Phổ Lan (溥蘭) Phổ Lan chi hệ                  |  |  | Trấn quốc Tướng quân Phổ Úy (溥蔚) Phổ Úy chi hệ      | Trấn quốc Tướng quân Phổ Úy (溥蔚) Phổ Úy chi hệ      | Trấn quốc Tướng quân Phổ Úy (溥蔚) Phổ Úy chi hệ      | Trấn quốc Tướng quân Phổ Úy (溥蔚) Phổ Úy chi hệ      | Trấn quốc Tướng quân Phổ Úy (溥蔚) Phổ Úy chi hệ      | Trấn quốc Tướng quân Phổ Úy (溥蔚) Phổ Úy chi hệ      |  |  | Trấn quốc Tướng quân Phổ Uẩn (溥蘊) Phổ Uẩn chi hệ    | Trấn quốc Tướng quân Phổ Uẩn (溥蘊) Phổ Uẩn chi hệ    | Trấn quốc Tướng quân Phổ Uẩn (溥蘊) Phổ Uẩn chi hệ    | Trấn quốc Tướng quân Phổ Uẩn (溥蘊) Phổ Uẩn chi hệ    | Trấn quốc Tướng quân Phổ Uẩn (溥蘊) Phổ Uẩn chi hệ    | Trấn quốc Tướng quân Phổ Uẩn (溥蘊) Phổ Uẩn chi hệ    |  |  | Phổ Trăn (溥蓁) 1839 - 1864 | Phổ Trăn (溥蓁) 1839 - 1864 | Phổ Trăn (溥蓁) 1839 - 1864 | Phổ Trăn (溥蓁) 1839 - 1864 | Phổ Trăn (溥蓁) 1839 - 1864 | Phổ Trăn (溥蓁) 1839 - 1864 |  |  | Trấn quốc Tướng quân Phổ Bảo (溥葆) Phổ Bảo chi hệ | Trấn quốc Tướng quân Phổ Bảo (溥葆) Phổ Bảo chi hệ | Trấn quốc Tướng quân Phổ Bảo (溥葆) Phổ Bảo chi hệ | Trấn quốc Tướng quân Phổ Bảo (溥葆) Phổ Bảo chi hệ | Trấn quốc Tướng quân Phổ Bảo (溥葆) Phổ Bảo chi hệ | Trấn quốc Tướng quân Phổ Bảo (溥葆) Phổ Bảo chi hệ |  |  | Phụng quốc Tướng quân Phổ Cúc (溥菊) Phổ Cúc chi hệ | Phụng quốc Tướng quân Phổ Cúc (溥菊) Phổ Cúc chi hệ | Phụng quốc Tướng quân Phổ Cúc (溥菊) Phổ Cúc chi hệ | Phụng quốc Tướng quân Phổ Cúc (溥菊) Phổ Cúc chi hệ | Phụng quốc Tướng quân Phổ Cúc (溥菊) Phổ Cúc chi hệ | Phụng quốc Tướng quân Phổ Cúc (溥菊) Phổ Cúc chi hệ |  |  | Phụng quốc Tướng quân Phổ Hành (溥蘅) Phổ Hành chi hệ | Phụng quốc Tướng quân Phổ Hành (溥蘅) Phổ Hành chi hệ | Phụng quốc Tướng quân Phổ Hành (溥蘅) Phổ Hành chi hệ | Phụng quốc Tướng quân Phổ Hành (溥蘅) Phổ Hành chi hệ | Phụng quốc Tướng quân Phổ Hành (溥蘅) Phổ Hành chi hệ | Phụng quốc Tướng quân Phổ Hành (溥蘅) Phổ Hành chi hệ |  |  |  |  |  |  |  |  |  |  |  |  |  |  |  |  |  |  |  |  |  |  |  |  |  |  |  |  |  |  |  |  |  |  |  |  |  |  |  |  |  |  |  |  |  |  |  |  |
| Bối lặc (hàm Quận vương) Phổ Trang 1830 - 1859 - 1872   | Bối lặc (hàm Quận vương) Phổ Trang 1830 - 1859 - 1872   | Bối lặc (hàm Quận vương) Phổ Trang 1830 - 1859 - 1872   | Bối lặc (hàm Quận vương) Phổ Trang 1830 - 1859 - 1872   | Bối lặc (hàm Quận vương) Phổ Trang 1830 - 1859 - 1872   | Bối lặc (hàm Quận vương) Phổ Trang 1830 - 1859 - 1872   |  |  | Trấn quốc Tướng quân Phổ Lan (溥蘭) Phổ Lan chi hệ                  | Trấn quốc Tướng quân Phổ Lan (溥蘭) Phổ Lan chi hệ                  | Trấn quốc Tướng quân Phổ Lan (溥蘭) Phổ Lan chi hệ                  | Trấn quốc Tướng quân Phổ Lan (溥蘭) Phổ Lan chi hệ                  | Trấn quốc Tướng quân Phổ Lan (溥蘭) Phổ Lan chi hệ                  | Trấn quốc Tướng quân Phổ Lan (溥蘭) Phổ Lan chi hệ                  |  |  | Trấn quốc Tướng quân Phổ Úy (溥蔚) Phổ Úy chi hệ      | Trấn quốc Tướng quân Phổ Úy (溥蔚) Phổ Úy chi hệ      | Trấn quốc Tướng quân Phổ Úy (溥蔚) Phổ Úy chi hệ      | Trấn quốc Tướng quân Phổ Úy (溥蔚) Phổ Úy chi hệ      | Trấn quốc Tướng quân Phổ Úy (溥蔚) Phổ Úy chi hệ      | Trấn quốc Tướng quân Phổ Úy (溥蔚) Phổ Úy chi hệ      |  |  | Trấn quốc Tướng quân Phổ Uẩn (溥蘊) Phổ Uẩn chi hệ    | Trấn quốc Tướng quân Phổ Uẩn (溥蘊) Phổ Uẩn chi hệ    | Trấn quốc Tướng quân Phổ Uẩn (溥蘊) Phổ Uẩn chi hệ    | Trấn quốc Tướng quân Phổ Uẩn (溥蘊) Phổ Uẩn chi hệ    | Trấn quốc Tướng quân Phổ Uẩn (溥蘊) Phổ Uẩn chi hệ    | Trấn quốc Tướng quân Phổ Uẩn (溥蘊) Phổ Uẩn chi hệ    |  |  | Phổ Trăn (溥蓁) 1839 - 1864 | Phổ Trăn (溥蓁) 1839 - 1864 | Phổ Trăn (溥蓁) 1839 - 1864 | Phổ Trăn (溥蓁) 1839 - 1864 | Phổ Trăn (溥蓁) 1839 - 1864 | Phổ Trăn (溥蓁) 1839 - 1864 |  |  | Trấn quốc Tướng quân Phổ Bảo (溥葆) Phổ Bảo chi hệ | Trấn quốc Tướng quân Phổ Bảo (溥葆) Phổ Bảo chi hệ | Trấn quốc Tướng quân Phổ Bảo (溥葆) Phổ Bảo chi hệ | Trấn quốc Tướng quân Phổ Bảo (溥葆) Phổ Bảo chi hệ | Trấn quốc Tướng quân Phổ Bảo (溥葆) Phổ Bảo chi hệ | Trấn quốc Tướng quân Phổ Bảo (溥葆) Phổ Bảo chi hệ |  |  | Phụng quốc Tướng quân Phổ Cúc (溥菊) Phổ Cúc chi hệ | Phụng quốc Tướng quân Phổ Cúc (溥菊) Phổ Cúc chi hệ | Phụng quốc Tướng quân Phổ Cúc (溥菊) Phổ Cúc chi hệ | Phụng quốc Tướng quân Phổ Cúc (溥菊) Phổ Cúc chi hệ | Phụng quốc Tướng quân Phổ Cúc (溥菊) Phổ Cúc chi hệ | Phụng quốc Tướng quân Phổ Cúc (溥菊) Phổ Cúc chi hệ |  |  | Phụng quốc Tướng quân Phổ Hành (溥蘅) Phổ Hành chi hệ | Phụng quốc Tướng quân Phổ Hành (溥蘅) Phổ Hành chi hệ | Phụng quốc Tướng quân Phổ Hành (溥蘅) Phổ Hành chi hệ | Phụng quốc Tướng quân Phổ Hành (溥蘅) Phổ Hành chi hệ | Phụng quốc Tướng quân Phổ Hành (溥蘅) Phổ Hành chi hệ | Phụng quốc Tướng quân Phổ Hành (溥蘅) Phổ Hành chi hệ |  |  |  |  |  |  |  |  |  |  |  |  |  |  |  |  |  |  |  |  |  |  |  |  |  |  |  |  |  |  |  |  |  |  |  |  |  |  |  |  |  |  |  |  |  |  |  |  |
|                                                         |                                                         |                                                         |                                                         |                                                         |                                                         |  |  |                                                                     |                                                                     |                                                                     |                                                                     |                                                                     |                                                                     |  |  |                                                       |                                                       |                                                       |                                                       |                                                       |                                                       |  |  |                                                       |                                                       |                                                       |                                                       |                                                       |                                                       |  |  |                             |                             |                             |                             |                             |                             |  |  |                                                    |                                                    |                                                    |                                                    |                                                    |                                                    |  |  |                                                     |                                                     |                                                     |                                                     |                                                     |                                                     |  |  |                                                       |                                                       |                                                       |                                                       |                                                       |                                                       |  |  |  |  |  |  |  |  |  |  |  |  |  |  |  |  |  |  |  |  |  |  |  |  |  |  |  |  |  |  |  |  |  |  |  |  |  |  |  |  |  |  |  |  |  |  |  |  |
| Bối tử Dục Thu 1858 - 1872 - 1918                       |                                                         |                                                         |                                                         |                                                         |                                                         |  |  |                                                                     |                                                                     |                                                                     |                                                                     |                                                                     |                                                                     |  |  |                                                       |                                                       |                                                       |                                                       |                                                       |                                                       |  |  |                                                       |                                                       |                                                       |                                                       |                                                       |                                                       |  |  |                             |                             |                             |                             |                             |                             |  |  |                                                    |                                                    |                                                    |                                                    |                                                    |                                                    |  |  |                                                     |                                                     |                                                     |                                                     |                                                     |                                                     |  |  |                                                       |                                                       |                                                       |                                                       |                                                       |                                                       |  |  |  |  |  |  |  |  |  |  |  |  |  |  |  |  |  |  |  |  |  |  |  |  |  |  |  |  |  |  |  |  |  |  |  |  |  |  |  |  |  |  |  |  |  |  |  |  |
|                                                         |                                                         |                                                         |                                                         |                                                         |                                                         |  |  |                                                                     |                                                                     |                                                                     |                                                                     |                                                                     |                                                                     |  |  |                                                       |                                                       |                                                       |                                                       |                                                       |                                                       |  |  |                                                       |                                                       |                                                       |                                                       |                                                       |                                                       |  |  |                             |                             |                             |                             |                             |                             |  |  |                                                    |                                                    |                                                    |                                                    |                                                    |                                                    |  |  |                                                     |                                                     |                                                     |                                                     |                                                     |                                                     |  |  |                                                       |                                                       |                                                       |                                                       |                                                       |                                                       |  |  |  |  |  |  |  |  |  |  |  |  |  |  |  |  |  |  |  |  |  |  |  |  |  |  |  |  |  |  |  |  |  |  |  |  |  |  |  |  |  |  |  |  |  |  |  |  |
| Phụng ân Trấn quốc công Hằng Yến (恆燕) 1893 - 1922 - ? |                                                         |                                                         |                                                         |                                                         |                                                         |  |  |                                                                     |                                                                     |                                                                     |                                                                     |                                                                     |                                                                     |  |  |                                                       |                                                       |                                                       |                                                       |                                                       |                                                       |  |  |                                                       |                                                       |                                                       |                                                       |                                                       |                                                       |  |  |                             |                             |                             |                             |                             |                             |  |  |                                                    |                                                    |                                                    |                                                    |                                                    |                                                    |  |  |                                                     |                                                     |                                                     |                                                     |                                                     |                                                     |  |  |                                                       |                                                       |                                                       |                                                       |                                                       |                                                       |  |  |  |  |  |  |  |  |  |  |  |  |  |  |  |  |  |  |  |  |  |  |  |  |  |  |  |  |  |  |  |  |  |  |  |  |  |  |  |  |  |  |  |  |  |  |  |  |

### Miên Thông, Miên Tấn chi hệ
- - Miên Thông chi hệ
- - Miên Tấn chi hệ, do Tái Sơn chi hệ kế thừa
- - Tái Tuấn chi hệ
- - Tái Côn chi hệ
- - Tái Tuấn chi hệ
- - Tái Lĩnh chi hệ
- - Tái Dung chi hệ
- - Tái Nhạc chi hệ

|                                                               |                                                               |                                                               |                                                               |                                                               |                                                               |  |  |                                                           |                                                           |                                                           |                                                           |                                                           |                                                           |  |  |                                                                     |                                                                     |                                                                     |                                                                     |                                                                     |                                                                     |  |  |                                                           |                                                           |                                                           |                                                           |                                                           |                                                           |  |  |                                                                |                                                                |                                                                |                                                                |                                                                |                                                                |  |  |                                                         |                                                         |                                                         |                                                         |                                                         |                                                         |  |  |                                                         |                                                         |                                                         |                                                         |                                                         |                                                         |  |  |  |  |  |  |  |  |  |  |  |  |  |  |  |  |  |  |  |  |  |  |  |  |  |  |  |  |  |  |  |  |  |  |  |  |  |  |  |  |  |  |
|                                                               |                                                               |                                                               |                                                               |                                                               |                                                               |  |  |                                                           |                                                           |                                                           |                                                           |                                                           |                                                           |  |  |                                                                     |                                                                     |                                                                     |                                                                     |                                                                     |                                                                     |  |  |                                                           |                                                           |                                                           |                                                           |                                                           |                                                           |  |  |                                                                |                                                                |                                                                |                                                                |                                                                |                                                                |  |  |                                                         |                                                         |                                                         |                                                         |                                                         |                                                         |  |  |                                                         |                                                         |                                                         |                                                         |                                                         |                                                         |  |  |  |  |  |  |  |  |  |  |  |  |  |  |  |  |  |  |  |  |  |  |  |  |  |  |  |  |  |  |  |  |  |  |  |  |  |  |  |  |  |  |
| Bất nhập bát phân Phụ quốc công Miên Thông 1775 - 1799 - 1828 | Bất nhập bát phân Phụ quốc công Miên Thông 1775 - 1799 - 1828 | Bất nhập bát phân Phụ quốc công Miên Thông 1775 - 1799 - 1828 | Bất nhập bát phân Phụ quốc công Miên Thông 1775 - 1799 - 1828 | Bất nhập bát phân Phụ quốc công Miên Thông 1775 - 1799 - 1828 | Bất nhập bát phân Phụ quốc công Miên Thông 1775 - 1799 - 1828 |  |  | Trấn quốc Tướng quân Miên Tấn 1796 - 1821 - 1841          | Trấn quốc Tướng quân Miên Tấn 1796 - 1821 - 1841          | Trấn quốc Tướng quân Miên Tấn 1796 - 1821 - 1841          | Trấn quốc Tướng quân Miên Tấn 1796 - 1821 - 1841          | Trấn quốc Tướng quân Miên Tấn 1796 - 1821 - 1841          | Trấn quốc Tướng quân Miên Tấn 1796 - 1821 - 1841          |  |  |                                                                     |                                                                     |                                                                     |                                                                     |                                                                     |                                                                     |  |  |                                                           |                                                           |                                                           |                                                           |                                                           |                                                           |  |  |                                                                |                                                                |                                                                |                                                                |                                                                |                                                                |  |  |                                                         |                                                         |                                                         |                                                         |                                                         |                                                         |  |  |                                                         |                                                         |                                                         |                                                         |                                                         |                                                         |  |  |  |  |  |  |  |  |  |  |  |  |  |  |  |  |  |  |  |  |  |  |  |  |  |  |  |  |  |  |  |  |  |  |  |  |  |  |  |  |  |  |
| Bất nhập bát phân Phụ quốc công Miên Thông 1775 - 1799 - 1828 | Bất nhập bát phân Phụ quốc công Miên Thông 1775 - 1799 - 1828 | Bất nhập bát phân Phụ quốc công Miên Thông 1775 - 1799 - 1828 | Bất nhập bát phân Phụ quốc công Miên Thông 1775 - 1799 - 1828 | Bất nhập bát phân Phụ quốc công Miên Thông 1775 - 1799 - 1828 | Bất nhập bát phân Phụ quốc công Miên Thông 1775 - 1799 - 1828 |  |  | Trấn quốc Tướng quân Miên Tấn 1796 - 1821 - 1841          | Trấn quốc Tướng quân Miên Tấn 1796 - 1821 - 1841          | Trấn quốc Tướng quân Miên Tấn 1796 - 1821 - 1841          | Trấn quốc Tướng quân Miên Tấn 1796 - 1821 - 1841          | Trấn quốc Tướng quân Miên Tấn 1796 - 1821 - 1841          | Trấn quốc Tướng quân Miên Tấn 1796 - 1821 - 1841          |  |  |                                                                     |                                                                     |                                                                     |                                                                     |                                                                     |                                                                     |  |  |                                                           |                                                           |                                                           |                                                           |                                                           |                                                           |  |  |                                                                |                                                                |                                                                |                                                                |                                                                |                                                                |  |  |                                                         |                                                         |                                                         |                                                         |                                                         |                                                         |  |  |                                                         |                                                         |                                                         |                                                         |                                                         |                                                         |  |  |  |  |  |  |  |  |  |  |  |  |  |  |  |  |  |  |  |  |  |  |  |  |  |  |  |  |  |  |  |  |  |  |  |  |  |  |  |  |  |  |
| Tam đẳng Phụ quốc Tướng quân Dịch Tú 1812 - 1828 - 1886       | Tam đẳng Phụ quốc Tướng quân Dịch Tú 1812 - 1828 - 1886       | Tam đẳng Phụ quốc Tướng quân Dịch Tú 1812 - 1828 - 1886       | Tam đẳng Phụ quốc Tướng quân Dịch Tú 1812 - 1828 - 1886       | Tam đẳng Phụ quốc Tướng quân Dịch Tú 1812 - 1828 - 1886       | Tam đẳng Phụ quốc Tướng quân Dịch Tú 1812 - 1828 - 1886       |  |  | Nhị đẳng Phụ quốc Tướng quân Dịch Chú 1835 - 1841 - 1897  | Nhị đẳng Phụ quốc Tướng quân Dịch Chú 1835 - 1841 - 1897  | Nhị đẳng Phụ quốc Tướng quân Dịch Chú 1835 - 1841 - 1897  | Nhị đẳng Phụ quốc Tướng quân Dịch Chú 1835 - 1841 - 1897  | Nhị đẳng Phụ quốc Tướng quân Dịch Chú 1835 - 1841 - 1897  | Nhị đẳng Phụ quốc Tướng quân Dịch Chú 1835 - 1841 - 1897  |  |  |                                                                     |                                                                     |                                                                     |                                                                     |                                                                     |                                                                     |  |  |                                                           |                                                           |                                                           |                                                           |                                                           |                                                           |  |  |                                                                |                                                                |                                                                |                                                                |                                                                |                                                                |  |  |                                                         |                                                         |                                                         |                                                         |                                                         |                                                         |  |  |                                                         |                                                         |                                                         |                                                         |                                                         |                                                         |  |  |  |  |  |  |  |  |  |  |  |  |  |  |  |  |  |  |  |  |  |  |  |  |  |  |  |  |  |  |  |  |  |  |  |  |  |  |  |  |  |  |
| Tam đẳng Phụ quốc Tướng quân Dịch Tú 1812 - 1828 - 1886       | Tam đẳng Phụ quốc Tướng quân Dịch Tú 1812 - 1828 - 1886       | Tam đẳng Phụ quốc Tướng quân Dịch Tú 1812 - 1828 - 1886       | Tam đẳng Phụ quốc Tướng quân Dịch Tú 1812 - 1828 - 1886       | Tam đẳng Phụ quốc Tướng quân Dịch Tú 1812 - 1828 - 1886       | Tam đẳng Phụ quốc Tướng quân Dịch Tú 1812 - 1828 - 1886       |  |  | Nhị đẳng Phụ quốc Tướng quân Dịch Chú 1835 - 1841 - 1897  | Nhị đẳng Phụ quốc Tướng quân Dịch Chú 1835 - 1841 - 1897  | Nhị đẳng Phụ quốc Tướng quân Dịch Chú 1835 - 1841 - 1897  | Nhị đẳng Phụ quốc Tướng quân Dịch Chú 1835 - 1841 - 1897  | Nhị đẳng Phụ quốc Tướng quân Dịch Chú 1835 - 1841 - 1897  | Nhị đẳng Phụ quốc Tướng quân Dịch Chú 1835 - 1841 - 1897  |  |  |                                                                     |                                                                     |                                                                     |                                                                     |                                                                     |                                                                     |  |  |                                                           |                                                           |                                                           |                                                           |                                                           |                                                           |  |  |                                                                |                                                                |                                                                |                                                                |                                                                |                                                                |  |  |                                                         |                                                         |                                                         |                                                         |                                                         |                                                         |  |  |                                                         |                                                         |                                                         |                                                         |                                                         |                                                         |  |  |  |  |  |  |  |  |  |  |  |  |  |  |  |  |  |  |  |  |  |  |  |  |  |  |  |  |  |  |  |  |  |  |  |  |  |  |  |  |  |  |
|                                                               |                                                               |                                                               |                                                               |                                                               |                                                               |  |  |                                                           |                                                           |                                                           |                                                           |                                                           |                                                           |  |  |                                                                     |                                                                     |                                                                     |                                                                     |                                                                     |                                                                     |  |  |                                                           |                                                           |                                                           |                                                           |                                                           |                                                           |  |  |                                                                |                                                                |                                                                |                                                                |                                                                |                                                                |  |  |                                                         |                                                         |                                                         |                                                         |                                                         |                                                         |  |  |                                                         |                                                         |                                                         |                                                         |                                                         |                                                         |  |  |  |  |  |  |  |  |  |  |  |  |  |  |  |  |  |  |  |  |  |  |  |  |  |  |  |  |  |  |  |  |  |  |  |  |  |  |  |  |  |  |
| Tái Cần (載芹) 1862 - ?                                       | Tái Cần (載芹) 1862 - ?                                       | Tái Cần (載芹) 1862 - ?                                       | Tái Cần (載芹) 1862 - ?                                       | Tái Cần (載芹) 1862 - ?                                       | Tái Cần (載芹) 1862 - ?                                       |  |  | Tam đẳng Phụng quốc Tướng quân Tái Sơn 1855 - 1874 - 1909 | Tam đẳng Phụng quốc Tướng quân Tái Sơn 1855 - 1874 - 1909 | Tam đẳng Phụng quốc Tướng quân Tái Sơn 1855 - 1874 - 1909 | Tam đẳng Phụng quốc Tướng quân Tái Sơn 1855 - 1874 - 1909 | Tam đẳng Phụng quốc Tướng quân Tái Sơn 1855 - 1874 - 1909 | Tam đẳng Phụng quốc Tướng quân Tái Sơn 1855 - 1874 - 1909 |  |  | Tam đẳng Phụng quốc Tướng quân Tái Tuấn 1864 - 1878 - 1899 Tuyệt tự | Tam đẳng Phụng quốc Tướng quân Tái Tuấn 1864 - 1878 - 1899 Tuyệt tự | Tam đẳng Phụng quốc Tướng quân Tái Tuấn 1864 - 1878 - 1899 Tuyệt tự | Tam đẳng Phụng quốc Tướng quân Tái Tuấn 1864 - 1878 - 1899 Tuyệt tự | Tam đẳng Phụng quốc Tướng quân Tái Tuấn 1864 - 1878 - 1899 Tuyệt tự | Tam đẳng Phụng quốc Tướng quân Tái Tuấn 1864 - 1878 - 1899 Tuyệt tự |  |  | Tam đẳng Phụng quốc Tướng quân Tái Côn 1865 - 1903 - 1906 | Tam đẳng Phụng quốc Tướng quân Tái Côn 1865 - 1903 - 1906 | Tam đẳng Phụng quốc Tướng quân Tái Côn 1865 - 1903 - 1906 | Tam đẳng Phụng quốc Tướng quân Tái Côn 1865 - 1903 - 1906 | Tam đẳng Phụng quốc Tướng quân Tái Côn 1865 - 1903 - 1906 | Tam đẳng Phụng quốc Tướng quân Tái Côn 1865 - 1903 - 1906 |  |  | Tam đẳng Phụng quốc Tướng quân Tái Lĩnh (載岭) 1874 - 1893 - ? | Tam đẳng Phụng quốc Tướng quân Tái Lĩnh (載岭) 1874 - 1893 - ? | Tam đẳng Phụng quốc Tướng quân Tái Lĩnh (載岭) 1874 - 1893 - ? | Tam đẳng Phụng quốc Tướng quân Tái Lĩnh (載岭) 1874 - 1893 - ? | Tam đẳng Phụng quốc Tướng quân Tái Lĩnh (載岭) 1874 - 1893 - ? | Tam đẳng Phụng quốc Tướng quân Tái Lĩnh (載岭) 1874 - 1893 - ? |  |  | Tam đẳng Phụng quốc Tướng quân Tái Dung 1878 - 1903 - ? | Tam đẳng Phụng quốc Tướng quân Tái Dung 1878 - 1903 - ? | Tam đẳng Phụng quốc Tướng quân Tái Dung 1878 - 1903 - ? | Tam đẳng Phụng quốc Tướng quân Tái Dung 1878 - 1903 - ? | Tam đẳng Phụng quốc Tướng quân Tái Dung 1878 - 1903 - ? | Tam đẳng Phụng quốc Tướng quân Tái Dung 1878 - 1903 - ? |  |  | Tam đẳng Phụng quốc Tướng quân Tái Nhạc 1887 - 1906 - ? | Tam đẳng Phụng quốc Tướng quân Tái Nhạc 1887 - 1906 - ? | Tam đẳng Phụng quốc Tướng quân Tái Nhạc 1887 - 1906 - ? | Tam đẳng Phụng quốc Tướng quân Tái Nhạc 1887 - 1906 - ? | Tam đẳng Phụng quốc Tướng quân Tái Nhạc 1887 - 1906 - ? | Tam đẳng Phụng quốc Tướng quân Tái Nhạc 1887 - 1906 - ? |  |  |  |  |  |  |  |  |  |  |  |  |  |  |  |  |  |  |  |  |  |  |  |  |  |  |  |  |  |  |  |  |  |  |  |  |  |  |  |  |  |  |
| Tái Cần (載芹) 1862 - ?                                       | Tái Cần (載芹) 1862 - ?                                       | Tái Cần (載芹) 1862 - ?                                       | Tái Cần (載芹) 1862 - ?                                       | Tái Cần (載芹) 1862 - ?                                       | Tái Cần (載芹) 1862 - ?                                       |  |  | Tam đẳng Phụng quốc Tướng quân Tái Sơn 1855 - 1874 - 1909 | Tam đẳng Phụng quốc Tướng quân Tái Sơn 1855 - 1874 - 1909 | Tam đẳng Phụng quốc Tướng quân Tái Sơn 1855 - 1874 - 1909 | Tam đẳng Phụng quốc Tướng quân Tái Sơn 1855 - 1874 - 1909 | Tam đẳng Phụng quốc Tướng quân Tái Sơn 1855 - 1874 - 1909 | Tam đẳng Phụng quốc Tướng quân Tái Sơn 1855 - 1874 - 1909 |  |  | Tam đẳng Phụng quốc Tướng quân Tái Tuấn 1864 - 1878 - 1899 Tuyệt tự | Tam đẳng Phụng quốc Tướng quân Tái Tuấn 1864 - 1878 - 1899 Tuyệt tự | Tam đẳng Phụng quốc Tướng quân Tái Tuấn 1864 - 1878 - 1899 Tuyệt tự | Tam đẳng Phụng quốc Tướng quân Tái Tuấn 1864 - 1878 - 1899 Tuyệt tự | Tam đẳng Phụng quốc Tướng quân Tái Tuấn 1864 - 1878 - 1899 Tuyệt tự | Tam đẳng Phụng quốc Tướng quân Tái Tuấn 1864 - 1878 - 1899 Tuyệt tự |  |  | Tam đẳng Phụng quốc Tướng quân Tái Côn 1865 - 1903 - 1906 | Tam đẳng Phụng quốc Tướng quân Tái Côn 1865 - 1903 - 1906 | Tam đẳng Phụng quốc Tướng quân Tái Côn 1865 - 1903 - 1906 | Tam đẳng Phụng quốc Tướng quân Tái Côn 1865 - 1903 - 1906 | Tam đẳng Phụng quốc Tướng quân Tái Côn 1865 - 1903 - 1906 | Tam đẳng Phụng quốc Tướng quân Tái Côn 1865 - 1903 - 1906 |  |  | Tam đẳng Phụng quốc Tướng quân Tái Lĩnh (載岭) 1874 - 1893 - ? | Tam đẳng Phụng quốc Tướng quân Tái Lĩnh (載岭) 1874 - 1893 - ? | Tam đẳng Phụng quốc Tướng quân Tái Lĩnh (載岭) 1874 - 1893 - ? | Tam đẳng Phụng quốc Tướng quân Tái Lĩnh (載岭) 1874 - 1893 - ? | Tam đẳng Phụng quốc Tướng quân Tái Lĩnh (載岭) 1874 - 1893 - ? | Tam đẳng Phụng quốc Tướng quân Tái Lĩnh (載岭) 1874 - 1893 - ? |  |  | Tam đẳng Phụng quốc Tướng quân Tái Dung 1878 - 1903 - ? | Tam đẳng Phụng quốc Tướng quân Tái Dung 1878 - 1903 - ? | Tam đẳng Phụng quốc Tướng quân Tái Dung 1878 - 1903 - ? | Tam đẳng Phụng quốc Tướng quân Tái Dung 1878 - 1903 - ? | Tam đẳng Phụng quốc Tướng quân Tái Dung 1878 - 1903 - ? | Tam đẳng Phụng quốc Tướng quân Tái Dung 1878 - 1903 - ? |  |  | Tam đẳng Phụng quốc Tướng quân Tái Nhạc 1887 - 1906 - ? | Tam đẳng Phụng quốc Tướng quân Tái Nhạc 1887 - 1906 - ? | Tam đẳng Phụng quốc Tướng quân Tái Nhạc 1887 - 1906 - ? | Tam đẳng Phụng quốc Tướng quân Tái Nhạc 1887 - 1906 - ? | Tam đẳng Phụng quốc Tướng quân Tái Nhạc 1887 - 1906 - ? | Tam đẳng Phụng quốc Tướng quân Tái Nhạc 1887 - 1906 - ? |  |  |  |  |  |  |  |  |  |  |  |  |  |  |  |  |  |  |  |  |  |  |  |  |  |  |  |  |  |  |  |  |  |  |  |  |  |  |  |  |  |  |
| Phổ Thân (溥伸) 1885 - ?                                      | Phổ Thân (溥伸) 1885 - ?                                      | Phổ Thân (溥伸) 1885 - ?                                      | Phổ Thân (溥伸) 1885 - ?                                      | Phổ Thân (溥伸) 1885 - ?                                      | Phổ Thân (溥伸) 1885 - ?                                      |  |  | Phụng ân Tướng quân Phổ Chính 1881 - 1910 - ?             | Phụng ân Tướng quân Phổ Chính 1881 - 1910 - ?             | Phụng ân Tướng quân Phổ Chính 1881 - 1910 - ?             | Phụng ân Tướng quân Phổ Chính 1881 - 1910 - ?             | Phụng ân Tướng quân Phổ Chính 1881 - 1910 - ?             | Phụng ân Tướng quân Phổ Chính 1881 - 1910 - ?             |  |  |                                                                     |                                                                     |                                                                     |                                                                     |                                                                     |                                                                     |  |  | Phụng ân Tướng quân Phổ Bách 1905 - 1907 - ?              | Phụng ân Tướng quân Phổ Bách 1905 - 1907 - ?              | Phụng ân Tướng quân Phổ Bách 1905 - 1907 - ?              | Phụng ân Tướng quân Phổ Bách 1905 - 1907 - ?              | Phụng ân Tướng quân Phổ Bách 1905 - 1907 - ?              | Phụng ân Tướng quân Phổ Bách 1905 - 1907 - ?              |  |  |                                                                |                                                                |                                                                |                                                                |                                                                |                                                                |  |  |                                                         |                                                         |                                                         |                                                         |                                                         |                                                         |  |  |                                                         |                                                         |                                                         |                                                         |                                                         |                                                         |  |  |  |  |  |  |  |  |  |  |  |  |  |  |  |  |  |  |  |  |  |  |  |  |  |  |  |  |  |  |  |  |  |  |  |  |  |  |  |  |  |  |
| Phổ Thân (溥伸) 1885 - ?                                      | Phổ Thân (溥伸) 1885 - ?                                      | Phổ Thân (溥伸) 1885 - ?                                      | Phổ Thân (溥伸) 1885 - ?                                      | Phổ Thân (溥伸) 1885 - ?                                      | Phổ Thân (溥伸) 1885 - ?                                      |  |  | Phụng ân Tướng quân Phổ Chính 1881 - 1910 - ?             | Phụng ân Tướng quân Phổ Chính 1881 - 1910 - ?             | Phụng ân Tướng quân Phổ Chính 1881 - 1910 - ?             | Phụng ân Tướng quân Phổ Chính 1881 - 1910 - ?             | Phụng ân Tướng quân Phổ Chính 1881 - 1910 - ?             | Phụng ân Tướng quân Phổ Chính 1881 - 1910 - ?             |  |  |                                                                     |                                                                     |                                                                     |                                                                     |                                                                     |                                                                     |  |  | Phụng ân Tướng quân Phổ Bách 1905 - 1907 - ?              | Phụng ân Tướng quân Phổ Bách 1905 - 1907 - ?              | Phụng ân Tướng quân Phổ Bách 1905 - 1907 - ?              | Phụng ân Tướng quân Phổ Bách 1905 - 1907 - ?              | Phụng ân Tướng quân Phổ Bách 1905 - 1907 - ?              | Phụng ân Tướng quân Phổ Bách 1905 - 1907 - ?              |  |  |                                                                |                                                                |                                                                |                                                                |                                                                |                                                                |  |  |                                                         |                                                         |                                                         |                                                         |                                                         |                                                         |  |  |                                                         |                                                         |                                                         |                                                         |                                                         |                                                         |  |  |  |  |  |  |  |  |  |  |  |  |  |  |  |  |  |  |  |  |  |  |  |  |  |  |  |  |  |  |  |  |  |  |  |  |  |  |  |  |  |  |
| Dục Tưởng (毓祥) 1901 - ?                                     |                                                               |                                                               |                                                               |                                                               |                                                               |  |  |                                                           |                                                           |                                                           |                                                           |                                                           |                                                           |  |  |                                                                     |                                                                     |                                                                     |                                                                     |                                                                     |                                                                     |  |  |                                                           |                                                           |                                                           |                                                           |                                                           |                                                           |  |  |                                                                |                                                                |                                                                |                                                                |                                                                |                                                                |  |  |                                                         |                                                         |                                                         |                                                         |                                                         |                                                         |  |  |                                                         |                                                         |                                                         |                                                         |                                                         |                                                         |  |  |  |  |  |  |  |  |  |  |  |  |  |  |  |  |  |  |  |  |  |  |  |  |  |  |  |  |  |  |  |  |  |  |  |  |  |  |  |  |  |  |

### Dịch Thu, Dịch Xước, Dịch Phất chi hệ
- - Dịch Nhu chi hệ
- - Dịch Xước chi hệ
- - Dịch Phất chi hệ, do Tái An chi hệ kế thừa
- - Tái Anh chi hệ
- - Tái An chi hệ
- - Tái Lâm chi hệ

|                                                           |                                                           |                                                           |                                                           |                                                           |                                                           |  |  |                                                  |                                                  |                                                  |                                                  |                                                  |                                                  |  |  |                                                            |                                                            |                                                            |                                                            |                                                            |                                                            |  |  |                                                                    |                                                                    |                                                                    |                                                                    |                                                                    |                                                                    |  |  |                                                          |                                                          |                                                          |                                                          |                                                          |                                                          |  |  |                                                           |                                                           |                                                           |                                                           |                                                           |                                                           |  |  |  |  |  |  |  |  |  |  |  |  |  |  |  |  |  |  |  |  |  |  |  |  |  |  |  |  |  |  |  |  |  |  |  |  |
|                                                           |                                                           |                                                           |                                                           |                                                           |                                                           |  |  |                                                  |                                                  |                                                  |                                                  |                                                  |                                                  |  |  |                                                            |                                                            |                                                            |                                                            |                                                            |                                                            |  |  |                                                                    |                                                                    |                                                                    |                                                                    |                                                                    |                                                                    |  |  |                                                          |                                                          |                                                          |                                                          |                                                          |                                                          |  |  |                                                           |                                                           |                                                           |                                                           |                                                           |                                                           |  |  |  |  |  |  |  |  |  |  |  |  |  |  |  |  |  |  |  |  |  |  |  |  |  |  |  |  |  |  |  |  |  |  |  |  |
| Nhất đẳng Phụ quốc Tướng quân Dịch Nhu 1809 - 1829 - 1845 | Nhất đẳng Phụ quốc Tướng quân Dịch Nhu 1809 - 1829 - 1845 | Nhất đẳng Phụ quốc Tướng quân Dịch Nhu 1809 - 1829 - 1845 | Nhất đẳng Phụ quốc Tướng quân Dịch Nhu 1809 - 1829 - 1845 | Nhất đẳng Phụ quốc Tướng quân Dịch Nhu 1809 - 1829 - 1845 | Nhất đẳng Phụ quốc Tướng quân Dịch Nhu 1809 - 1829 - 1845 |  |  | Phụng ân Tướng quân Dịch Xước 1818 - 1838 - 1863 | Phụng ân Tướng quân Dịch Xước 1818 - 1838 - 1863 | Phụng ân Tướng quân Dịch Xước 1818 - 1838 - 1863 | Phụng ân Tướng quân Dịch Xước 1818 - 1838 - 1863 | Phụng ân Tướng quân Dịch Xước 1818 - 1838 - 1863 | Phụng ân Tướng quân Dịch Xước 1818 - 1838 - 1863 |  |  | Nhất đẳng Phụ quốc Tướng quân Dịch Phất 1820 - 1844 - 1854 | Nhất đẳng Phụ quốc Tướng quân Dịch Phất 1820 - 1844 - 1854 | Nhất đẳng Phụ quốc Tướng quân Dịch Phất 1820 - 1844 - 1854 | Nhất đẳng Phụ quốc Tướng quân Dịch Phất 1820 - 1844 - 1854 | Nhất đẳng Phụ quốc Tướng quân Dịch Phất 1820 - 1844 - 1854 | Nhất đẳng Phụ quốc Tướng quân Dịch Phất 1820 - 1844 - 1854 |  |  |                                                                    |                                                                    |                                                                    |                                                                    |                                                                    |                                                                    |  |  |                                                          |                                                          |                                                          |                                                          |                                                          |                                                          |  |  |                                                           |                                                           |                                                           |                                                           |                                                           |                                                           |  |  |  |  |  |  |  |  |  |  |  |  |  |  |  |  |  |  |  |  |  |  |  |  |  |  |  |  |  |  |  |  |  |  |  |  |
| Nhất đẳng Phụ quốc Tướng quân Dịch Nhu 1809 - 1829 - 1845 | Nhất đẳng Phụ quốc Tướng quân Dịch Nhu 1809 - 1829 - 1845 | Nhất đẳng Phụ quốc Tướng quân Dịch Nhu 1809 - 1829 - 1845 | Nhất đẳng Phụ quốc Tướng quân Dịch Nhu 1809 - 1829 - 1845 | Nhất đẳng Phụ quốc Tướng quân Dịch Nhu 1809 - 1829 - 1845 | Nhất đẳng Phụ quốc Tướng quân Dịch Nhu 1809 - 1829 - 1845 |  |  | Phụng ân Tướng quân Dịch Xước 1818 - 1838 - 1863 | Phụng ân Tướng quân Dịch Xước 1818 - 1838 - 1863 | Phụng ân Tướng quân Dịch Xước 1818 - 1838 - 1863 | Phụng ân Tướng quân Dịch Xước 1818 - 1838 - 1863 | Phụng ân Tướng quân Dịch Xước 1818 - 1838 - 1863 | Phụng ân Tướng quân Dịch Xước 1818 - 1838 - 1863 |  |  | Nhất đẳng Phụ quốc Tướng quân Dịch Phất 1820 - 1844 - 1854 | Nhất đẳng Phụ quốc Tướng quân Dịch Phất 1820 - 1844 - 1854 | Nhất đẳng Phụ quốc Tướng quân Dịch Phất 1820 - 1844 - 1854 | Nhất đẳng Phụ quốc Tướng quân Dịch Phất 1820 - 1844 - 1854 | Nhất đẳng Phụ quốc Tướng quân Dịch Phất 1820 - 1844 - 1854 | Nhất đẳng Phụ quốc Tướng quân Dịch Phất 1820 - 1844 - 1854 |  |  |                                                                    |                                                                    |                                                                    |                                                                    |                                                                    |                                                                    |  |  |                                                          |                                                          |                                                          |                                                          |                                                          |                                                          |  |  |                                                           |                                                           |                                                           |                                                           |                                                           |                                                           |  |  |  |  |  |  |  |  |  |  |  |  |  |  |  |  |  |  |  |  |  |  |  |  |  |  |  |  |  |  |  |  |  |  |  |  |
|                                                           |                                                           |                                                           |                                                           |                                                           |                                                           |  |  |                                                  |                                                  |                                                  |                                                  |                                                  |                                                  |  |  |                                                            |                                                            |                                                            |                                                            |                                                            |                                                            |  |  |                                                                    |                                                                    |                                                                    |                                                                    |                                                                    |                                                                    |  |  |                                                          |                                                          |                                                          |                                                          |                                                          |                                                          |  |  |                                                           |                                                           |                                                           |                                                           |                                                           |                                                           |  |  |  |  |  |  |  |  |  |  |  |  |  |  |  |  |  |  |  |  |  |  |  |  |  |  |  |  |  |  |  |  |  |  |  |  |
| Tái Kiều (載翹) 1828 - 1839 Tuyệt tự                      | Tái Kiều (載翹) 1828 - 1839 Tuyệt tự                      | Tái Kiều (載翹) 1828 - 1839 Tuyệt tự                      | Tái Kiều (載翹) 1828 - 1839 Tuyệt tự                      | Tái Kiều (載翹) 1828 - 1839 Tuyệt tự                      | Tái Kiều (載翹) 1828 - 1839 Tuyệt tự                      |  |  | Tái Quân (载筠) 1839 - 1842 Tuyệt tự             | Tái Quân (载筠) 1839 - 1842 Tuyệt tự             | Tái Quân (载筠) 1839 - 1842 Tuyệt tự             | Tái Quân (载筠) 1839 - 1842 Tuyệt tự             | Tái Quân (载筠) 1839 - 1842 Tuyệt tự             | Tái Quân (载筠) 1839 - 1842 Tuyệt tự             |  |  | Phụng quốc Tướng quân Tái Đĩnh 1839 - 1854 - 1906          | Phụng quốc Tướng quân Tái Đĩnh 1839 - 1854 - 1906          | Phụng quốc Tướng quân Tái Đĩnh 1839 - 1854 - 1906          | Phụng quốc Tướng quân Tái Đĩnh 1839 - 1854 - 1906          | Phụng quốc Tướng quân Tái Đĩnh 1839 - 1854 - 1906          | Phụng quốc Tướng quân Tái Đĩnh 1839 - 1854 - 1906          |  |  | Tam đẳng Phụng quốc Tướng quân Tái Anh 1840 - 1868 - 1894 Tuyệt tự | Tam đẳng Phụng quốc Tướng quân Tái Anh 1840 - 1868 - 1894 Tuyệt tự | Tam đẳng Phụng quốc Tướng quân Tái Anh 1840 - 1868 - 1894 Tuyệt tự | Tam đẳng Phụng quốc Tướng quân Tái Anh 1840 - 1868 - 1894 Tuyệt tự | Tam đẳng Phụng quốc Tướng quân Tái Anh 1840 - 1868 - 1894 Tuyệt tự | Tam đẳng Phụng quốc Tướng quân Tái Anh 1840 - 1868 - 1894 Tuyệt tự |  |  | Tam đẳng Phụng quốc Tướng quân Tái An 1842 - 1860 - 1900 | Tam đẳng Phụng quốc Tướng quân Tái An 1842 - 1860 - 1900 | Tam đẳng Phụng quốc Tướng quân Tái An 1842 - 1860 - 1900 | Tam đẳng Phụng quốc Tướng quân Tái An 1842 - 1860 - 1900 | Tam đẳng Phụng quốc Tướng quân Tái An 1842 - 1860 - 1900 | Tam đẳng Phụng quốc Tướng quân Tái An 1842 - 1860 - 1900 |  |  | Tam đẳng Phụng quốc Tướng quân Tái Lâm 1852 - 1872 - 1898 | Tam đẳng Phụng quốc Tướng quân Tái Lâm 1852 - 1872 - 1898 | Tam đẳng Phụng quốc Tướng quân Tái Lâm 1852 - 1872 - 1898 | Tam đẳng Phụng quốc Tướng quân Tái Lâm 1852 - 1872 - 1898 | Tam đẳng Phụng quốc Tướng quân Tái Lâm 1852 - 1872 - 1898 | Tam đẳng Phụng quốc Tướng quân Tái Lâm 1852 - 1872 - 1898 |  |  |  |  |  |  |  |  |  |  |  |  |  |  |  |  |  |  |  |  |  |  |  |  |  |  |  |  |  |  |  |  |  |  |  |  |
| Tái Kiều (載翹) 1828 - 1839 Tuyệt tự                      | Tái Kiều (載翹) 1828 - 1839 Tuyệt tự                      | Tái Kiều (載翹) 1828 - 1839 Tuyệt tự                      | Tái Kiều (載翹) 1828 - 1839 Tuyệt tự                      | Tái Kiều (載翹) 1828 - 1839 Tuyệt tự                      | Tái Kiều (載翹) 1828 - 1839 Tuyệt tự                      |  |  | Tái Quân (载筠) 1839 - 1842 Tuyệt tự             | Tái Quân (载筠) 1839 - 1842 Tuyệt tự             | Tái Quân (载筠) 1839 - 1842 Tuyệt tự             | Tái Quân (载筠) 1839 - 1842 Tuyệt tự             | Tái Quân (载筠) 1839 - 1842 Tuyệt tự             | Tái Quân (载筠) 1839 - 1842 Tuyệt tự             |  |  | Phụng quốc Tướng quân Tái Đĩnh 1839 - 1854 - 1906          | Phụng quốc Tướng quân Tái Đĩnh 1839 - 1854 - 1906          | Phụng quốc Tướng quân Tái Đĩnh 1839 - 1854 - 1906          | Phụng quốc Tướng quân Tái Đĩnh 1839 - 1854 - 1906          | Phụng quốc Tướng quân Tái Đĩnh 1839 - 1854 - 1906          | Phụng quốc Tướng quân Tái Đĩnh 1839 - 1854 - 1906          |  |  | Tam đẳng Phụng quốc Tướng quân Tái Anh 1840 - 1868 - 1894 Tuyệt tự | Tam đẳng Phụng quốc Tướng quân Tái Anh 1840 - 1868 - 1894 Tuyệt tự | Tam đẳng Phụng quốc Tướng quân Tái Anh 1840 - 1868 - 1894 Tuyệt tự | Tam đẳng Phụng quốc Tướng quân Tái Anh 1840 - 1868 - 1894 Tuyệt tự | Tam đẳng Phụng quốc Tướng quân Tái Anh 1840 - 1868 - 1894 Tuyệt tự | Tam đẳng Phụng quốc Tướng quân Tái Anh 1840 - 1868 - 1894 Tuyệt tự |  |  | Tam đẳng Phụng quốc Tướng quân Tái An 1842 - 1860 - 1900 | Tam đẳng Phụng quốc Tướng quân Tái An 1842 - 1860 - 1900 | Tam đẳng Phụng quốc Tướng quân Tái An 1842 - 1860 - 1900 | Tam đẳng Phụng quốc Tướng quân Tái An 1842 - 1860 - 1900 | Tam đẳng Phụng quốc Tướng quân Tái An 1842 - 1860 - 1900 | Tam đẳng Phụng quốc Tướng quân Tái An 1842 - 1860 - 1900 |  |  | Tam đẳng Phụng quốc Tướng quân Tái Lâm 1852 - 1872 - 1898 | Tam đẳng Phụng quốc Tướng quân Tái Lâm 1852 - 1872 - 1898 | Tam đẳng Phụng quốc Tướng quân Tái Lâm 1852 - 1872 - 1898 | Tam đẳng Phụng quốc Tướng quân Tái Lâm 1852 - 1872 - 1898 | Tam đẳng Phụng quốc Tướng quân Tái Lâm 1852 - 1872 - 1898 | Tam đẳng Phụng quốc Tướng quân Tái Lâm 1852 - 1872 - 1898 |  |  |  |  |  |  |  |  |  |  |  |  |  |  |  |  |  |  |  |  |  |  |  |  |  |  |  |  |  |  |  |  |  |  |  |  |
|                                                           |                                                           |                                                           |                                                           |                                                           |                                                           |  |  |                                                  |                                                  |                                                  |                                                  |                                                  |                                                  |  |  | Phổ Khôn (溥堃) 1875 - 1881 Tuyệt tự                       | Phổ Khôn (溥堃) 1875 - 1881 Tuyệt tự                       | Phổ Khôn (溥堃) 1875 - 1881 Tuyệt tự                       | Phổ Khôn (溥堃) 1875 - 1881 Tuyệt tự                       | Phổ Khôn (溥堃) 1875 - 1881 Tuyệt tự                       | Phổ Khôn (溥堃) 1875 - 1881 Tuyệt tự                       |  |  |                                                                    |                                                                    |                                                                    |                                                                    |                                                                    |                                                                    |  |  | Phụng ân Tướng quân Phổ Kính 1883 - 1902 - ?             | Phụng ân Tướng quân Phổ Kính 1883 - 1902 - ?             | Phụng ân Tướng quân Phổ Kính 1883 - 1902 - ?             | Phụng ân Tướng quân Phổ Kính 1883 - 1902 - ?             | Phụng ân Tướng quân Phổ Kính 1883 - 1902 - ?             | Phụng ân Tướng quân Phổ Kính 1883 - 1902 - ?             |  |  | Phổ Dung (溥傛) 1886 - 1894 Tuyệt tự                      | Phổ Dung (溥傛) 1886 - 1894 Tuyệt tự                      | Phổ Dung (溥傛) 1886 - 1894 Tuyệt tự                      | Phổ Dung (溥傛) 1886 - 1894 Tuyệt tự                      | Phổ Dung (溥傛) 1886 - 1894 Tuyệt tự                      | Phổ Dung (溥傛) 1886 - 1894 Tuyệt tự                      |  |  |  |  |  |  |  |  |  |  |  |  |  |  |  |  |  |  |  |  |  |  |  |  |  |  |  |  |  |  |  |  |  |  |  |  |
|                                                           |                                                           |                                                           |                                                           |                                                           |                                                           |  |  |                                                  |                                                  |                                                  |                                                  |                                                  |                                                  |  |  | Phổ Khôn (溥堃) 1875 - 1881 Tuyệt tự                       | Phổ Khôn (溥堃) 1875 - 1881 Tuyệt tự                       | Phổ Khôn (溥堃) 1875 - 1881 Tuyệt tự                       | Phổ Khôn (溥堃) 1875 - 1881 Tuyệt tự                       | Phổ Khôn (溥堃) 1875 - 1881 Tuyệt tự                       | Phổ Khôn (溥堃) 1875 - 1881 Tuyệt tự                       |  |  |                                                                    |                                                                    |                                                                    |                                                                    |                                                                    |                                                                    |  |  | Phụng ân Tướng quân Phổ Kính 1883 - 1902 - ?             | Phụng ân Tướng quân Phổ Kính 1883 - 1902 - ?             | Phụng ân Tướng quân Phổ Kính 1883 - 1902 - ?             | Phụng ân Tướng quân Phổ Kính 1883 - 1902 - ?             | Phụng ân Tướng quân Phổ Kính 1883 - 1902 - ?             | Phụng ân Tướng quân Phổ Kính 1883 - 1902 - ?             |  |  | Phổ Dung (溥傛) 1886 - 1894 Tuyệt tự                      | Phổ Dung (溥傛) 1886 - 1894 Tuyệt tự                      | Phổ Dung (溥傛) 1886 - 1894 Tuyệt tự                      | Phổ Dung (溥傛) 1886 - 1894 Tuyệt tự                      | Phổ Dung (溥傛) 1886 - 1894 Tuyệt tự                      | Phổ Dung (溥傛) 1886 - 1894 Tuyệt tự                      |  |  |  |  |  |  |  |  |  |  |  |  |  |  |  |  |  |  |  |  |  |  |  |  |  |  |  |  |  |  |  |  |  |  |  |  |
|                                                           |                                                           |                                                           |                                                           |                                                           |                                                           |  |  |                                                  |                                                  |                                                  |                                                  |                                                  |                                                  |  |  |                                                            |                                                            |                                                            |                                                            |                                                            |                                                            |  |  |                                                                    |                                                                    |                                                                    |                                                                    |                                                                    |                                                                    |  |  | Dục Xuân (毓椿) 1904 - ?                                 |                                                          |                                                          |                                                          |                                                          |                                                          |  |  |                                                           |                                                           |                                                           |                                                           |                                                           |                                                           |  |  |  |  |  |  |  |  |  |  |  |  |  |  |  |  |  |  |  |  |  |  |  |  |  |  |  |  |  |  |  |  |  |  |  |  |

### Phổ Lan, Phổ Úy, Phổ Uẩn, Phổ Bảo, Phổ Cúc, Phổ Hành chi hệ
- - Phổ Lan chi hệ
- - Phổ Úy chi hệ
- - Phổ Uẩn chi hệ
- - Phổ Bảo chi hệ
- - Phổ Cúc chi hệ
- - Phổ Hành chi hệ

|                                                          |                                                          |                                                          |                                                          |                                                          |                                                          |  |  |                                                         |                                                         |                                                         |                                                         |                                                         |                                                         |  |  |                                                                |                                                                |                                                                |                                                                |                                                                |                                                                |  |  |                                                          |                                                          |                                                          |                                                          |                                                          |                                                          |  |  |                         |                         |                         |                         |                         |                         |  |  |                                                           |                                                           |                                                           |                                                           |                                                           |                                                           |  |  |                                                            |                                                            |                                                            |                                                            |                                                            |                                                            |  |  |  |  |  |  |  |  |  |  |  |  |  |  |  |  |  |  |  |  |  |  |  |  |  |  |  |  |  |  |  |  |  |  |  |  |  |  |  |  |  |  |
|                                                          |                                                          |                                                          |                                                          |                                                          |                                                          |  |  |                                                         |                                                         |                                                         |                                                         |                                                         |                                                         |  |  |                                                                |                                                                |                                                                |                                                                |                                                                |                                                                |  |  |                                                          |                                                          |                                                          |                                                          |                                                          |                                                          |  |  |                         |                         |                         |                         |                         |                         |  |  |                                                           |                                                           |                                                           |                                                           |                                                           |                                                           |  |  |                                                            |                                                            |                                                            |                                                            |                                                            |                                                            |  |  |  |  |  |  |  |  |  |  |  |  |  |  |  |  |  |  |  |  |  |  |  |  |  |  |  |  |  |  |  |  |  |  |  |  |  |  |  |  |  |  |
| Tam đẳng Trấn quốc Tướng quân Phổ Lan 1833 - 1857 - 1879 | Tam đẳng Trấn quốc Tướng quân Phổ Lan 1833 - 1857 - 1879 | Tam đẳng Trấn quốc Tướng quân Phổ Lan 1833 - 1857 - 1879 | Tam đẳng Trấn quốc Tướng quân Phổ Lan 1833 - 1857 - 1879 | Tam đẳng Trấn quốc Tướng quân Phổ Lan 1833 - 1857 - 1879 | Tam đẳng Trấn quốc Tướng quân Phổ Lan 1833 - 1857 - 1879 |  |  | Tam đẳng Trấn quốc Tướng quân Phổ Úy 1834 - 1857 - 1901 | Tam đẳng Trấn quốc Tướng quân Phổ Úy 1834 - 1857 - 1901 | Tam đẳng Trấn quốc Tướng quân Phổ Úy 1834 - 1857 - 1901 | Tam đẳng Trấn quốc Tướng quân Phổ Úy 1834 - 1857 - 1901 | Tam đẳng Trấn quốc Tướng quân Phổ Úy 1834 - 1857 - 1901 | Tam đẳng Trấn quốc Tướng quân Phổ Úy 1834 - 1857 - 1901 |  |  | Dĩ cách Trấn quốc Tướng quân Phổ Uẩn 1837 - 1857 - 1862 - 1864 | Dĩ cách Trấn quốc Tướng quân Phổ Uẩn 1837 - 1857 - 1862 - 1864 | Dĩ cách Trấn quốc Tướng quân Phổ Uẩn 1837 - 1857 - 1862 - 1864 | Dĩ cách Trấn quốc Tướng quân Phổ Uẩn 1837 - 1857 - 1862 - 1864 | Dĩ cách Trấn quốc Tướng quân Phổ Uẩn 1837 - 1857 - 1862 - 1864 | Dĩ cách Trấn quốc Tướng quân Phổ Uẩn 1837 - 1857 - 1862 - 1864 |  |  | Tam đẳng Trấn quốc Tướng quân Phổ Bảo 1849 - 1868 - 1889 | Tam đẳng Trấn quốc Tướng quân Phổ Bảo 1849 - 1868 - 1889 | Tam đẳng Trấn quốc Tướng quân Phổ Bảo 1849 - 1868 - 1889 | Tam đẳng Trấn quốc Tướng quân Phổ Bảo 1849 - 1868 - 1889 | Tam đẳng Trấn quốc Tướng quân Phổ Bảo 1849 - 1868 - 1889 | Tam đẳng Trấn quốc Tướng quân Phổ Bảo 1849 - 1868 - 1889 |  |  |                         |                         |                         |                         |                         |                         |  |  | Tam đẳng Phụng quốc Tướng quân Phổ Cúc 1849 - 1872 - 1884 | Tam đẳng Phụng quốc Tướng quân Phổ Cúc 1849 - 1872 - 1884 | Tam đẳng Phụng quốc Tướng quân Phổ Cúc 1849 - 1872 - 1884 | Tam đẳng Phụng quốc Tướng quân Phổ Cúc 1849 - 1872 - 1884 | Tam đẳng Phụng quốc Tướng quân Phổ Cúc 1849 - 1872 - 1884 | Tam đẳng Phụng quốc Tướng quân Phổ Cúc 1849 - 1872 - 1884 |  |  | Tam đẳng Phụng quốc Tướng quân Phổ Hành 1853 - 1872 - 1901 | Tam đẳng Phụng quốc Tướng quân Phổ Hành 1853 - 1872 - 1901 | Tam đẳng Phụng quốc Tướng quân Phổ Hành 1853 - 1872 - 1901 | Tam đẳng Phụng quốc Tướng quân Phổ Hành 1853 - 1872 - 1901 | Tam đẳng Phụng quốc Tướng quân Phổ Hành 1853 - 1872 - 1901 | Tam đẳng Phụng quốc Tướng quân Phổ Hành 1853 - 1872 - 1901 |  |  |  |  |  |  |  |  |  |  |  |  |  |  |  |  |  |  |  |  |  |  |  |  |  |  |  |  |  |  |  |  |  |  |  |  |  |  |  |  |  |  |
| Tam đẳng Trấn quốc Tướng quân Phổ Lan 1833 - 1857 - 1879 | Tam đẳng Trấn quốc Tướng quân Phổ Lan 1833 - 1857 - 1879 | Tam đẳng Trấn quốc Tướng quân Phổ Lan 1833 - 1857 - 1879 | Tam đẳng Trấn quốc Tướng quân Phổ Lan 1833 - 1857 - 1879 | Tam đẳng Trấn quốc Tướng quân Phổ Lan 1833 - 1857 - 1879 | Tam đẳng Trấn quốc Tướng quân Phổ Lan 1833 - 1857 - 1879 |  |  | Tam đẳng Trấn quốc Tướng quân Phổ Úy 1834 - 1857 - 1901 | Tam đẳng Trấn quốc Tướng quân Phổ Úy 1834 - 1857 - 1901 | Tam đẳng Trấn quốc Tướng quân Phổ Úy 1834 - 1857 - 1901 | Tam đẳng Trấn quốc Tướng quân Phổ Úy 1834 - 1857 - 1901 | Tam đẳng Trấn quốc Tướng quân Phổ Úy 1834 - 1857 - 1901 | Tam đẳng Trấn quốc Tướng quân Phổ Úy 1834 - 1857 - 1901 |  |  | Dĩ cách Trấn quốc Tướng quân Phổ Uẩn 1837 - 1857 - 1862 - 1864 | Dĩ cách Trấn quốc Tướng quân Phổ Uẩn 1837 - 1857 - 1862 - 1864 | Dĩ cách Trấn quốc Tướng quân Phổ Uẩn 1837 - 1857 - 1862 - 1864 | Dĩ cách Trấn quốc Tướng quân Phổ Uẩn 1837 - 1857 - 1862 - 1864 | Dĩ cách Trấn quốc Tướng quân Phổ Uẩn 1837 - 1857 - 1862 - 1864 | Dĩ cách Trấn quốc Tướng quân Phổ Uẩn 1837 - 1857 - 1862 - 1864 |  |  | Tam đẳng Trấn quốc Tướng quân Phổ Bảo 1849 - 1868 - 1889 | Tam đẳng Trấn quốc Tướng quân Phổ Bảo 1849 - 1868 - 1889 | Tam đẳng Trấn quốc Tướng quân Phổ Bảo 1849 - 1868 - 1889 | Tam đẳng Trấn quốc Tướng quân Phổ Bảo 1849 - 1868 - 1889 | Tam đẳng Trấn quốc Tướng quân Phổ Bảo 1849 - 1868 - 1889 | Tam đẳng Trấn quốc Tướng quân Phổ Bảo 1849 - 1868 - 1889 |  |  |                         |                         |                         |                         |                         |                         |  |  | Tam đẳng Phụng quốc Tướng quân Phổ Cúc 1849 - 1872 - 1884 | Tam đẳng Phụng quốc Tướng quân Phổ Cúc 1849 - 1872 - 1884 | Tam đẳng Phụng quốc Tướng quân Phổ Cúc 1849 - 1872 - 1884 | Tam đẳng Phụng quốc Tướng quân Phổ Cúc 1849 - 1872 - 1884 | Tam đẳng Phụng quốc Tướng quân Phổ Cúc 1849 - 1872 - 1884 | Tam đẳng Phụng quốc Tướng quân Phổ Cúc 1849 - 1872 - 1884 |  |  | Tam đẳng Phụng quốc Tướng quân Phổ Hành 1853 - 1872 - 1901 | Tam đẳng Phụng quốc Tướng quân Phổ Hành 1853 - 1872 - 1901 | Tam đẳng Phụng quốc Tướng quân Phổ Hành 1853 - 1872 - 1901 | Tam đẳng Phụng quốc Tướng quân Phổ Hành 1853 - 1872 - 1901 | Tam đẳng Phụng quốc Tướng quân Phổ Hành 1853 - 1872 - 1901 | Tam đẳng Phụng quốc Tướng quân Phổ Hành 1853 - 1872 - 1901 |  |  |  |  |  |  |  |  |  |  |  |  |  |  |  |  |  |  |  |  |  |  |  |  |  |  |  |  |  |  |  |  |  |  |  |  |  |  |  |  |  |  |
|                                                          |                                                          |                                                          |                                                          |                                                          |                                                          |  |  |                                                         |                                                         |                                                         |                                                         |                                                         |                                                         |  |  |                                                                |                                                                |                                                                |                                                                |                                                                |                                                                |  |  |                                                          |                                                          |                                                          |                                                          |                                                          |                                                          |  |  |                         |                         |                         |                         |                         |                         |  |  |                                                           |                                                           |                                                           |                                                           |                                                           |                                                           |  |  |                                                            |                                                            |                                                            |                                                            |                                                            |                                                            |  |  |  |  |  |  |  |  |  |  |  |  |  |  |  |  |  |  |  |  |  |  |  |  |  |  |  |  |  |  |  |  |  |  |  |  |  |  |  |  |  |  |
| Tam đẳng Phụ quốc Tướng quân Dục Cảo 1864 - 1879 - ?     | Tam đẳng Phụ quốc Tướng quân Dục Cảo 1864 - 1879 - ?     | Tam đẳng Phụ quốc Tướng quân Dục Cảo 1864 - 1879 - ?     | Tam đẳng Phụ quốc Tướng quân Dục Cảo 1864 - 1879 - ?     | Tam đẳng Phụ quốc Tướng quân Dục Cảo 1864 - 1879 - ?     | Tam đẳng Phụ quốc Tướng quân Dục Cảo 1864 - 1879 - ?     |  |  | Dục Đồng (毓桐) 1890 - 1901 Tuyệt tự                    | Dục Đồng (毓桐) 1890 - 1901 Tuyệt tự                    | Dục Đồng (毓桐) 1890 - 1901 Tuyệt tự                    | Dục Đồng (毓桐) 1890 - 1901 Tuyệt tự                    | Dục Đồng (毓桐) 1890 - 1901 Tuyệt tự                    | Dục Đồng (毓桐) 1890 - 1901 Tuyệt tự                    |  |  | Dục Bách (毓柏) 1858 - 1865 Tuyệt tự                           | Dục Bách (毓柏) 1858 - 1865 Tuyệt tự                           | Dục Bách (毓柏) 1858 - 1865 Tuyệt tự                           | Dục Bách (毓柏) 1858 - 1865 Tuyệt tự                           | Dục Bách (毓柏) 1858 - 1865 Tuyệt tự                           | Dục Bách (毓柏) 1858 - 1865 Tuyệt tự                           |  |  | Phụ quốc Tướng quân Dục Chấn 1882 - 1890 - 1895          | Phụ quốc Tướng quân Dục Chấn 1882 - 1890 - 1895          | Phụ quốc Tướng quân Dục Chấn 1882 - 1890 - 1895          | Phụ quốc Tướng quân Dục Chấn 1882 - 1890 - 1895          | Phụ quốc Tướng quân Dục Chấn 1882 - 1890 - 1895          | Phụ quốc Tướng quân Dục Chấn 1882 - 1890 - 1895          |  |  | Dục Quỹ (毓揆) 1885 - ? | Dục Quỹ (毓揆) 1885 - ? | Dục Quỹ (毓揆) 1885 - ? | Dục Quỹ (毓揆) 1885 - ? | Dục Quỹ (毓揆) 1885 - ? | Dục Quỹ (毓揆) 1885 - ? |  |  | Dục Khải (毓啟) 1877 - 1877 Tuyệt tự                      | Dục Khải (毓啟) 1877 - 1877 Tuyệt tự                      | Dục Khải (毓啟) 1877 - 1877 Tuyệt tự                      | Dục Khải (毓啟) 1877 - 1877 Tuyệt tự                      | Dục Khải (毓啟) 1877 - 1877 Tuyệt tự                      | Dục Khải (毓啟) 1877 - 1877 Tuyệt tự                      |  |  | Phụng ân Tướng quân Dục Phát 1878 - 1902 - ?               | Phụng ân Tướng quân Dục Phát 1878 - 1902 - ?               | Phụng ân Tướng quân Dục Phát 1878 - 1902 - ?               | Phụng ân Tướng quân Dục Phát 1878 - 1902 - ?               | Phụng ân Tướng quân Dục Phát 1878 - 1902 - ?               | Phụng ân Tướng quân Dục Phát 1878 - 1902 - ?               |  |  |  |  |  |  |  |  |  |  |  |  |  |  |  |  |  |  |  |  |  |  |  |  |  |  |  |  |  |  |  |  |  |  |  |  |  |  |  |  |  |  |
| Tam đẳng Phụ quốc Tướng quân Dục Cảo 1864 - 1879 - ?     | Tam đẳng Phụ quốc Tướng quân Dục Cảo 1864 - 1879 - ?     | Tam đẳng Phụ quốc Tướng quân Dục Cảo 1864 - 1879 - ?     | Tam đẳng Phụ quốc Tướng quân Dục Cảo 1864 - 1879 - ?     | Tam đẳng Phụ quốc Tướng quân Dục Cảo 1864 - 1879 - ?     | Tam đẳng Phụ quốc Tướng quân Dục Cảo 1864 - 1879 - ?     |  |  | Dục Đồng (毓桐) 1890 - 1901 Tuyệt tự                    | Dục Đồng (毓桐) 1890 - 1901 Tuyệt tự                    | Dục Đồng (毓桐) 1890 - 1901 Tuyệt tự                    | Dục Đồng (毓桐) 1890 - 1901 Tuyệt tự                    | Dục Đồng (毓桐) 1890 - 1901 Tuyệt tự                    | Dục Đồng (毓桐) 1890 - 1901 Tuyệt tự                    |  |  | Dục Bách (毓柏) 1858 - 1865 Tuyệt tự                           | Dục Bách (毓柏) 1858 - 1865 Tuyệt tự                           | Dục Bách (毓柏) 1858 - 1865 Tuyệt tự                           | Dục Bách (毓柏) 1858 - 1865 Tuyệt tự                           | Dục Bách (毓柏) 1858 - 1865 Tuyệt tự                           | Dục Bách (毓柏) 1858 - 1865 Tuyệt tự                           |  |  | Phụ quốc Tướng quân Dục Chấn 1882 - 1890 - 1895          | Phụ quốc Tướng quân Dục Chấn 1882 - 1890 - 1895          | Phụ quốc Tướng quân Dục Chấn 1882 - 1890 - 1895          | Phụ quốc Tướng quân Dục Chấn 1882 - 1890 - 1895          | Phụ quốc Tướng quân Dục Chấn 1882 - 1890 - 1895          | Phụ quốc Tướng quân Dục Chấn 1882 - 1890 - 1895          |  |  | Dục Quỹ (毓揆) 1885 - ? | Dục Quỹ (毓揆) 1885 - ? | Dục Quỹ (毓揆) 1885 - ? | Dục Quỹ (毓揆) 1885 - ? | Dục Quỹ (毓揆) 1885 - ? | Dục Quỹ (毓揆) 1885 - ? |  |  | Dục Khải (毓啟) 1877 - 1877 Tuyệt tự                      | Dục Khải (毓啟) 1877 - 1877 Tuyệt tự                      | Dục Khải (毓啟) 1877 - 1877 Tuyệt tự                      | Dục Khải (毓啟) 1877 - 1877 Tuyệt tự                      | Dục Khải (毓啟) 1877 - 1877 Tuyệt tự                      | Dục Khải (毓啟) 1877 - 1877 Tuyệt tự                      |  |  | Phụng ân Tướng quân Dục Phát 1878 - 1902 - ?               | Phụng ân Tướng quân Dục Phát 1878 - 1902 - ?               | Phụng ân Tướng quân Dục Phát 1878 - 1902 - ?               | Phụng ân Tướng quân Dục Phát 1878 - 1902 - ?               | Phụng ân Tướng quân Dục Phát 1878 - 1902 - ?               | Phụng ân Tướng quân Dục Phát 1878 - 1902 - ?               |  |  |  |  |  |  |  |  |  |  |  |  |  |  |  |  |  |  |  |  |  |  |  |  |  |  |  |  |  |  |  |  |  |  |  |  |  |  |  |  |  |  |
| Hằng Kỳ (恆奇) 1893 - ?                                  | Hằng Kỳ (恆奇) 1893 - ?                                  | Hằng Kỳ (恆奇) 1893 - ?                                  | Hằng Kỳ (恆奇) 1893 - ?                                  | Hằng Kỳ (恆奇) 1893 - ?                                  | Hằng Kỳ (恆奇) 1893 - ?                                  |  |  |                                                         |                                                         |                                                         |                                                         |                                                         |                                                         |  |  |                                                                |                                                                |                                                                |                                                                |                                                                |                                                                |  |  |                                                          |                                                          |                                                          |                                                          |                                                          |                                                          |  |  |                         |                         |                         |                         |                         |                         |  |  |                                                           |                                                           |                                                           |                                                           |                                                           |                                                           |  |  | Hằng Huân (恆勳) 1911 - ?                                  | Hằng Huân (恆勳) 1911 - ?                                  | Hằng Huân (恆勳) 1911 - ?                                  | Hằng Huân (恆勳) 1911 - ?                                  | Hằng Huân (恆勳) 1911 - ?                                  | Hằng Huân (恆勳) 1911 - ?                                  |  |  |  |  |  |  |  |  |  |  |  |  |  |  |  |  |  |  |  |  |  |  |  |  |  |  |  |  |  |  |  |  |  |  |  |  |  |  |  |  |  |  |